# Martin Karlsson
Martin Karlsson (né le 26 avril 1952) est un joueur professionnel suédois de hockey sur glace.

## Carrière en club
En 1975, il commence sa carrière avec le Brynäs IF dans l'Elitserien.

## Statistiques
| Saison    | Équipe         | Ligue      |    | Saison régulière | Saison régulière | Saison régulière | Saison régulière | Saison régulière |   | Séries éliminatoires | Séries éliminatoires | Séries éliminatoires | Séries éliminatoires | Séries éliminatoires |
| Saison    | Équipe         | Ligue      | PJ | B                | A                | Pts              | Pun              | PJ               | B | A                    | Pts                  | Pun                  |                      |                      |
| 1975-1976 | Brynäs IF      | Elitserien | 36 | 24               | 12               | 36               | 16               | -                | - | -                    | -                    | -                    |                      |                      |
| 1976-1977 | Brynäs IF      | Elitserien | 36 | 37               | 16               | 53               | 12               | -                | - | -                    | -                    | -                    |                      |                      |
| 1977-1978 | Skellefteå AIK | Elitserien | 36 | 33               | 24               | 57               | 18               | -                | - | -                    | -                    | -                    |                      |                      |
| 1978-1979 | Skellefteå AIK | Elitserien | 35 | 16               | 9                | 25               | 10               | -                | - | -                    | -                    | -                    |                      |                      |